# Свистович Михайло Богданович
Миха́йло Богда́нович Свисто́вич (нар. 11 грудня 1968, Первомайськ, Миколаївська область) — український громадський діяч, активіст Громадянського руху «Відсіч», редактор сайту «Майдан», економіст за освітою.

## Життєпис
Михайло Свистович народився в Первомайську на Миколаївщині. Невдовзі після його народження родина переїхала до Миколаєва. Навчаючись у четвертому класі, прочитав книгу про американських індіанців й зацікавився корінними народами Америки. У 14 років він дійшов висновку, що доля українського народу дуже подібна до долі індіанців, загнаних у резервації. Відтоді Михайло почав розмовляти лише українською мовою, незважаючи на те, що середовище, в якому він перебував у Миколаєві, було переважно російськомовним.
Після закінчення школи у 1986 р. Михайло Свистович вступив до Київського університету на економічний факультет.
1987 року вступив до загону з охорони природи «Ленінський дозор» в сектор боротьби з браконьєрством, потім — до Товариства української мови імені Тараса Шевченка і Народного Руху України.
Був одним із творців Української студентської спілки (УСС), яка проводила студентські голодування у 1990 році, учасник «Революції на граніті».
Під час серпневого путчу організовував акції протесту, пізніше вступив до Української республіканської партії, яку згодом було перейменовано в УРП «Собор».
1993 року працював у фінансовому відділі держадміністрації Московського району Києва.
З 1996 року — заступник начальника валютного відділу Градобанку.
З 1997 року — начальник відділу валютних операцій Акціонерного комерційного банку «Альянс».
У грудні 2000 року, після смерті свого друга Георгія Ґонґадзе, залишив роботу в банку та активізувався у громадській діяльності. Був одним з ініціаторів руху «Україна без Кучми», членом комітету «За правду!».

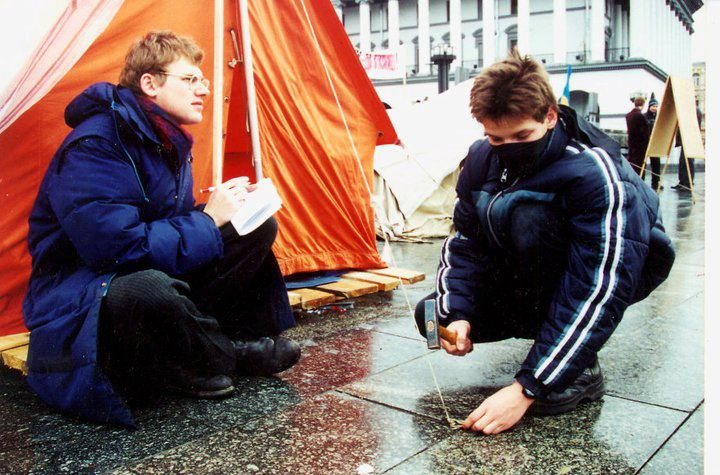
Михайло Свистович під час акції Україна без Кучми

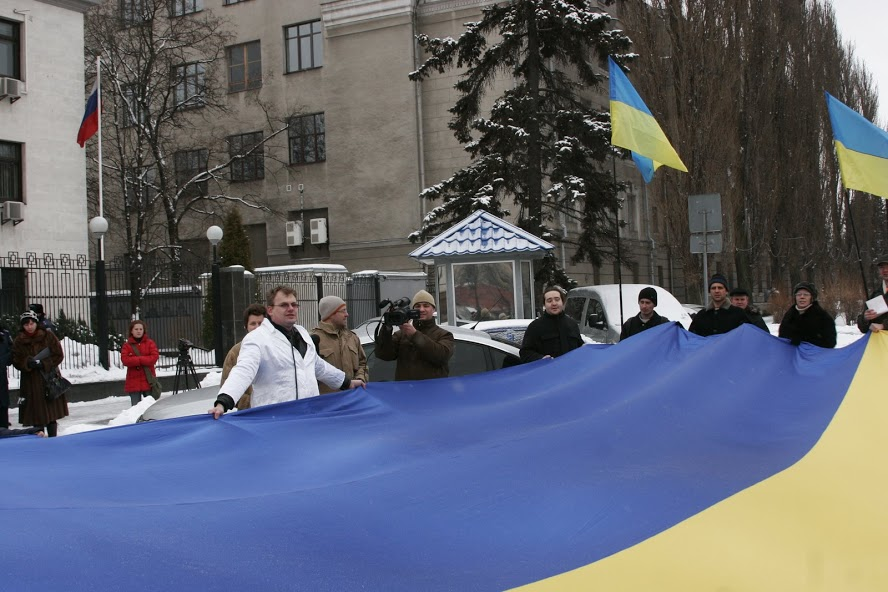
Михайло Свистович на акції в рамках кампанії «Пам'ятай про газ — не купуй російських товарів!», 17 січня 2009 року

Один із засновників всеукраїнської громадянської кампанії «Пора!» (чорної). Під час її діяльності незадовго до Помаранчевої революції зазнавав переслідувань з боку української влади. Служба безпеки України викликала його на допити, а в його помешканні проводили обшуки.
Був членом Громадської ради Міністерства внутрішніх справ.
З 2010 року активіст Громадянського руху «Відсіч».

### Російсько-українська війна
Від початку російського вторгнення до України 2022 року разом з родиною перебував у себе вдома, в Ірпені. Став свідком першої фази битви за Ірпінь. Його квартира була пошкоджена вибухом російської міни, проте Михайло та члени його родини дивом уникли поранень. 7 березня 2022 року разом з родиною евакуювався до Києва. Під час евакуації, авто, в якому перебували його дружина Мирослава та донька Лада, було обстріляне російськими військовими. Водій-волонтер був убитий, а його донька отримала два кульові поранення, жодне з яких не зачепило життєво важливі органи. Російські військові відібрали телефон дружини, проте врешті відпустили дружину з донькою.

## Політична діяльність
Позапартійний, на виборах 2006 року був обраний депутатом Київської обласної ради за списком Блоку Юлії Тимошенко.

## Особисте життя
Михайло Свистович одружений другим шлюбом з Мирославою Свистович. Має 3-х дітей, двоє з них від другого шлюбу: старший син Ярослав і молодша донька Лада. З дружиною та двома дітьми мешкає в однокімнатній квартирі у місті Ірпінь Київської області.
Мирослава Свистович була міським головою Ірпеня у 2006—2007 роках.